# Patriarcado de Alejandría de los coptos católicos
El patriarcado de Alejandría de los coptos (en latín: Patriarchatus Alexandrinus Coptorum y en árabe: بطريركية الاسكندرية للأقباط الكاثوليك‎) es una circunscripción eclesiástica de la Iglesia católica en Egipto. Se trata de un patriarcado de tradición litúrgica alejandrina, sede metropolitana que preside la Iglesia sui iuris copta. Desde el 12 de marzo de 2013 su patriarca es Abraham Isaac Sidrak.

## Territorio y organización
El patriarcado extiende su jurisdicción (territorio propio) sobre los fieles católicos de rito alejandrino copto residentes en Egipto. La Iglesia católica copta tiene además parroquias y comunidades dispersas en diversos países bajo la jurisdicción de obispos locales de rito latino.
La sede del patriarcado se encuentra en Saray El Koubbeh en el distrito de Zeitoun en la ciudad de El Cairo, mientras que en el distrito de Nasr City se halla la Catedral de Nuestra Señora de Egipto (a la vez catedral de la eparquía de Alejandría) y en el distrito de Shubrā la residencia patriarcal.
El patriarcado tiene como sufragáneas a las eparquías de: Abu Qurqas, Al Qusia, Alejandría, Asiut, Guiza, Ismailía, Luxor, Menia y Suhag.
En 2022 en el patriarcado existían 199 parroquias distribuidas entre las 9 eparquías.
La Iglesia católica copta usa como lengua litúrgica el copto y como lengua auxiliar el árabe.

### Sínodo patriarcal
El sínodo patriarcal (Synodus Ecclesiae Coptae Catholicae) está compuesto por los obispos, incluso los auxiliares, y es encabezado y convocado por el patriarca, quien debe tomar todas las decisiones importantes de acuerdo con él. Se reúne habitualmente una vez al año. Como las demás Iglesias orientales católicas autónomas, el patriarca puede erigir, modificar y suprimir eparquías, y nombrar a sus obispos, de acuerdo con el sínodo patriarcal y luego de consultar a la Santa Sede. Dentro del territorio propio de la Iglesia el patriarca puede crear, modificar o suprimir exarcados patriarcales, y nombrar a los exarcas patriarcales, de acuerdo con el sínodo permanente. Los obispos son designados por el patriarca y el sínodo patriarcal de una lista aprobada por el papa, confeccionada previamente por el sínodo patriarcal. Fuera del territorio propio del patriarcado, el patriarca y el sínodo copto tienen jurisdicción en materia litúrgica únicamente, correspondiendo al papa la creación de diócesis y el nombramiento de obispos.

### Curia patriarcal
En la sede patriarcal de Saray El Koubbeh se halla la curia del patriarcado copto católico, que comprende el sínodo permanente, los obispos de sedes titulares o eméritos asignados a la curia (hasta 3), el tribunal ordinario de la Iglesia patriarcal, el oficial de finanzas, el canciller patriarcal, la comisión litúrgica y otras comisiones. Los miembros de la curia son nombrados por el patriarca, a excepción del sínodo permanente presidido por el patriarca y con 4 obispos, uno elegido por el patriarca y 3 designados por quinquenio por el sínodo patriarcal. Se reúne normalmente 12 veces al año y acompaña al patriarca en decisiones menores. La curia del patriarcado es diferente de la curia de la eparquía propia del patriarca.

## Patriarcas

### Patriarcas orientales católicos
En una Iglesia católica oriental un patriarca es un obispo que preside una Iglesia patriarcal autónoma sui iuris como padre y cabeza. El Concilio de Nicea en el año 325 reconoció a algunas sedes del Oriente preeminencia metropolitana sobre los obispados cercanos. A las Iglesias de Alejandría y de Antioquía el concilio les reconoció preeminencia sobre todos los metropolitanos de Egipto, Libia y Pentápolis (para Alejandría) y de la diócesis de Oriente (para Antioquía). Estableció además una precedencia de honor entre ambas sedes, teniendo el primer lugar en el Oriente la sede de Alejandría hasta que en 381 el Concilio de Constantinopla I creó el patriarcado de Constantinopla. En los siglos siguientes estos obispos fueron reconocidos con el nombre de patriarcas. Los patriarcados orientales se separaron de la comunión con la Sede de Roma o quedaron impedidos de comunicación con ella conformando Iglesias autocéfalas, en las cuales diversos procesos históricos derivaron en la conformación de las Iglesias orientales católicas. 
De acuerdo Código de los cánones de las Iglesias orientales un patriarca es un obispo que goza de poder sobre todos los obispos, incluyendo metropolitanos y otros fieles de la Iglesia que él preside, de acuerdo a las normas y leyes aprobadas por la suprema autoridad de la Iglesia (el papa). La erección, restauración, modificación y supresión de Iglesias patriarcales está reservada al papa, quien se reserva el derecho de reconocer o conceder el título de patriarca y de dar el asentimiento al traslado de la sede patriarcal. Los patriarcas presiden el rito de su Iglesia particular en cualquier parte del mundo, pero su autoridad sobre el clero está limita al territorio propio de su Iglesia patriarcal.
Los patriarcas son canónicamente elegidos por el sínodo de obispos de una Iglesia patriarcal y deben requerir la comunión eclesial del papa, sin la cual no pueden convocar al sínodo ni ordenar obispos. El patriarca es miembro del Consejo de Patriarcas Católicos de Oriente. 

### Patriarcado de Alejandría
La Iglesia de Alejandría tradicionalmente traza sus orígenes a la predicación de Marcos el Evangelista en el año 42. Un sínodo en Alejandría en 318 la reconoció como sede metropolitana, lo que fue confirmado por el Concilio de Nicea I en 325. El emperador Teodosio II en el 431 reconoció a Alejandría como sede patriarcal, lo que fue confirmado por el Concilio de Calcedonia en 451. Este concilio condenó al patriarca Dióscoro I de Alejandría por sostener la doctrina monofisita de Eutiquio, por lo que fue depuesto y desterrado por el emperador Teodosio II. Su lugar fue ocupado por Proterio de Alejandría, quien en 457 fue asesinado en una revuelta y el clero egipcio proclamó patriarca a Timoteo II de Alejandría, cuyos primeros actos fueron rechazar el Concilio de Calcedonia y excomulgar al papa León I el Magno y a los patriarcas de Antioquía y Constantinopla. Posteriormente se sucedieron patriarcas monofisitas y calcedonianos hasta que a partir de 536 hubo en Alejandría un patriarca melquita calcedoniano y un patriarca copto monofisita que dio origen a la Iglesia ortodoxa copta. En 642 se produjo la conquista árabe musulmana de Alejandría, que quedó fuera del Imperio bizantino.

### Patriarcado de Alejandría de los coptos católicos

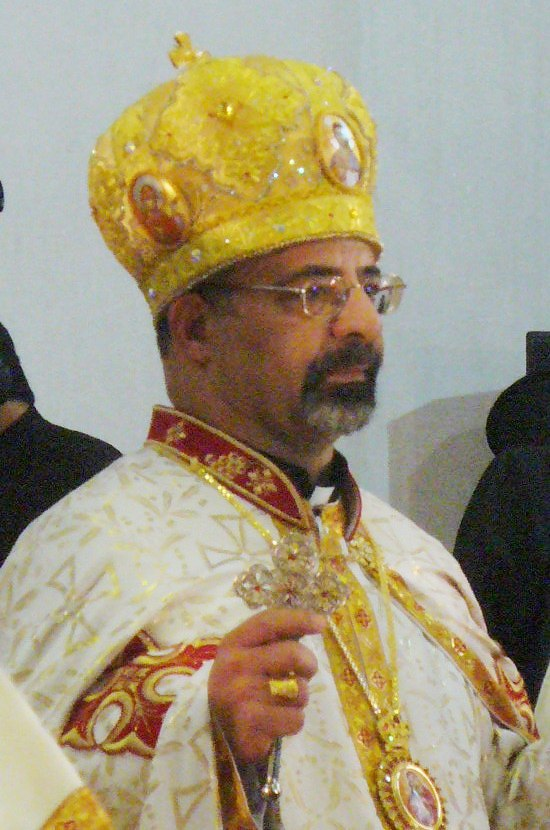
Patriarca Abraham Isaac Sidrak

Luego de la conquista árabe musulmana de Egipto hubo muchos contactos entre los patriarcas coptos y el papa de Roma en busca de restablecer la unidad entre ambas Iglesias. Un primer intento de unión se llevó a cabo en el Concilio de Florencia en 1439, pero no tuvo efecto práctico al ser repudiada por la jerarquía copta. Una segunda unión fue ratificada por el patriarca copto el 28 de junio de 1597, pero permaneció inefectiva.
Históricamente los coptos católicos surgieron de la acción misionera que en los siglos XVII y XVIII llevaron adelante franciscanos y otras órdenes religiosas sobre los coptos ortodoxos, principalmente en el Alto Egipto, iniciándose la misión en 1630. El 4 de agosto de 1741 el papa Benedicto XIV nombró al obispo copto Atanasio de Jerusalén como vicario apostólico de la pequeña comunidad de coptos de Egipto, iniciando la jerarquía copta católica. El 15 de agosto de 1824, debido a una impresión equivocada de que el jedive otomano de Egipto Mehmet Alí lo deseaba, el papa León XII erigió el patriarcado para los católicos coptos mediante la bula Petrus apostolorum princeps.

Hanc venerabilium fratum Nostrorum memoratae congregationis sententiam Nos vehementer probavimus. Itaque ex certa scientia ac matura deliberatione Nostris, et de plenitudine apostolicae potestatis sublato, quatenus opus sit, Copto patriarchatu Alexandrino qui de facto tantum extabat, patriarchatum Coptum Alexandrinum catholicum statuimus vel restituimus, cui omnes qui in Aegypto sunt Copti subjici debeant, omnesque praeterea carum gentium homines in quas patriarchae haeretici ad eum usque qui nuper extremum diem obiit auctoritatem exercere contendebant. Huic autem patriarchatui Copto catholico, eique, qui illum obtinebit omnes honores, privilegia, praerogativas, nomina, omnemque potestatem tribuimus, quae vel sacris canonibus innititur, vel consuetudini, cui non irrationabilia momenta suffragentur.

El papa nombró patriarca al vicario apostólico Máximo Givaid, pero el patriarcado existió sólo nominalmente entre el 15 de agosto de 1824 y el 30 de agosto de 1831, ya que las autoridades del Imperio otomano no permitieron a los católicos coptos construir sus propios templos hasta 1829 ni efectuar la entronización de su patriarca. Luego continuó la sucesión de vicarios apostólicos.
El 26 de noviembre de 1895 el papa León XIII, mediante la bula Christi Domini, restauró el patriarcado de Alejandría de los coptos católicos designado al obispo titular de Caesareae Paneadis, Cirilo Makarios, como administrador apostólico del patriarcado y erigiendo tres eparquías. 

Itaque ad maiorem divini Nominis gloriam, ad fidei sanctae et communionis catholicae incrementum, Nos ex certa scientia motuque proprio ac de plenitudine apostolicae potestatis, Patriarchatum Alexandrinum catholicum restituimus et pro Coptis constituimus; eique ac singulis qui ipsum obtenturi sint, honores omnes, privilegia, praerogativas, nomina, omnemque potestatem tribuimus, eadem ratione qua generatim ea nunc a Patriarchis orientalibus rite exercetur: qua super re peculiaria praescripta ab Apostolica auctoritate tempore et loco impertientur.

La jurisdicción del patriarcado fue limitada a la parte egipcia del Jedivato de Egipto (Kedivatus Aegypti proprie dictae). El 19 de junio de 1899 Makarios fue designado patriarca de Alejandría de los Coptos (Patriarcha Alexandrinus Coptorum), adoptando el nombre de Cirilo II. Como vicario patriarcal el obispo Makarios presidió un sínodo católico copto en 1898 que introdujo un número de prácticas latinas en la liturgia, luego cayó en controversias y debió renunciar en 1908. Desde ese año el patriarcado fue confiado a administradores apostólicos, hasta que Marcos Khouzam fue elegido patriarca el 9 de agosto de 1947, siendo entronizado el 7 de marzo de 1948.
Dado que la Iglesia católica copta no tiene sedes metropolitanas, el patriarca ejerce los derechos y obligaciones de metropolitano sobre todo el territorio propio del patriarcado.

## Eparquía propia del patriarca
La eparquía de Alejandría de los coptos (Eparchia Alexandrina Coptorum) es la eparquía propia del patriarca, en la cual ejerce los mismos derechos que los demás obispos diocesanos. Fue erigida el 26 de noviembre de 1895 mediante la bula Christi Domini que suprimió el vicariato apostólico de los coptos. La eparquía patriarcal de Alejandría recibió jurisdicción sobre el Bajo Egipto, incluyendo Alejandría, el delta del río Nilo y El Cairo, desde el mar Mediterráneo al paralelo 30° N (Guiza) y del canal de Suez a los límites de Tripolitania: 

Patriarchalis Alexandrina Aegyptum inferiorem et urbem Cairum complectitur. Ad aquilonem habet mare internum seu Mediterraneum; ad orientem, canalem Suesii: ad austrum, latitudinis borealis gradum trigesimum; ad occasum, Tripolitanam Othomanici imperii provinciam.

Posteriormente se amplió para incluir el Sinaí, y luego fue reducido para erigir la eparquía de Ismailia el 17 de diciembre de 1982, y la eparquía de Guiza el 21 de marzo de 2003 (con territorios que fueron transferidos desde la eparquía de Menia el 1 de noviembre de 1988), de manera que cubre las gobernaciones de (con los límites previos a los ajustes de 2014): El Cairo, Occidental, Behera, Alejandría, Matrú, Caliubia, Menufia, y Kafr el Sheij. La jurisdicción patriarcal se extiende también a la desértica gobernación de Nuevo Valle sin ser parte de la eparquía.
De acuerdo al Anuario Pontificio 2023 la eparquía tiene 39 parroquias y 45 500 fieles. La catedral de Nuestra Señora de Egipto (o de la Virgen María) se halla en El Cairo. También es considerada catedral la iglesia de la Resurrección en el suburbio de Ramley en Alejandría.

## Estadísticas
Según el Anuario Pontificio 2023 el patriarcado tenía a fines de 2022 un total de 253 100 fieles bautizados.
| Año                                                                                       | Población            | Población | Población      | Sacerdotes | Sacerdotes    | Sacerdotes    | Bautizados por sacerdote | Diáconos permanentes | Religiosos | Religiosos | Parroquias |
| Año                                                                                       | Bautizados católicos | Total     | % de católicos | Total      | Clero secular | Clero regular | Bautizados por sacerdote | Diáconos permanentes | Varones    | Mujeres    | Parroquias |
| ----------------------------------------------------------------------------------------- | -------------------- | --------- | -------------- | ---------- | ------------- | ------------- | ------------------------ | -------------------- | ---------- | ---------- | ---------- |
| 2015                                                                                      | 174 902              |           |                | 256        | 195           | 61            |                          | 7                    | 138        | 411        | 166        |
| 2016                                                                                      | 187 320              |           |                | 287        | 218           | 69            |                          | 6                    | 127        | 452        | 171        |
| 2017                                                                                      | 187 370              |           |                | 285        | 218           | 67            |                          | 5                    | 120        | 458        | 172        |
| 2018                                                                                      | 185 115              |           |                | 290        | 220           | 70            |                          | 4                    | 125        | 424        | 170        |
| 2019                                                                                      | 187 418              |           |                | 267        | 220           | 47            |                          | 2                    | 104        | 413        | 177        |
| 2020                                                                                      | 193 081              |           |                | 264        | 220           | 44            |                          | 2                    | 101        | 423        | 177        |
| 2021                                                                                      | 247 559              |           |                | 289        | 245           | 44            |                          | 4                    | 122        | 443        | 202        |
| 2022                                                                                      | 253 100              |           |                | 279        | 241           | 38            |                          | 5                    | 118        | 469        | 199        |
| Fuente: Annuario Orientale Cattolico, que a su vez toma los datos del Anuario Pontificio. |                      |           |                |            |               |               |                          |                      |            |            |            |

## Episcopologio

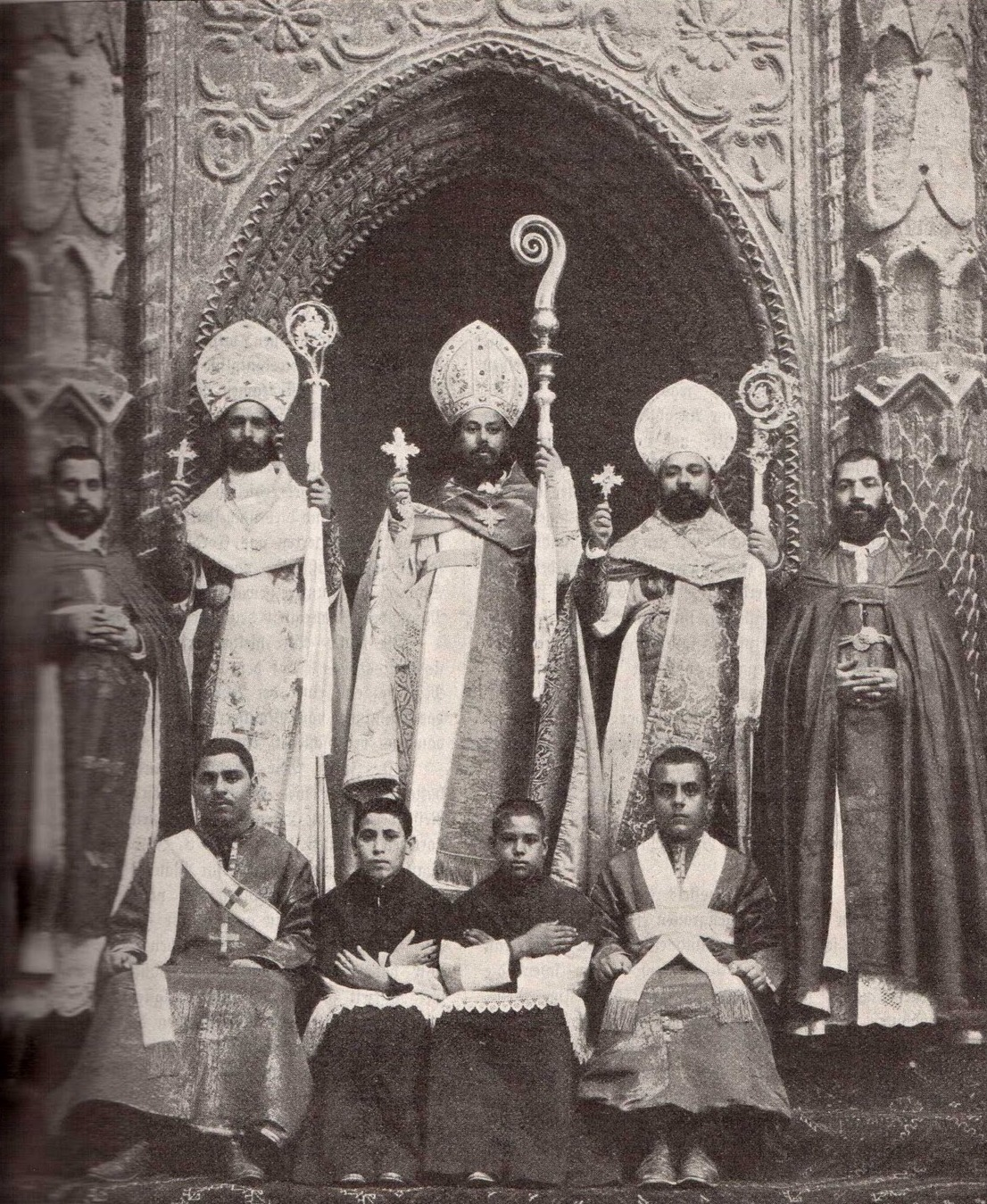
Patriarca Cirilo Makarios con obispos, presbíteros, diácono, subdiácono y acólitos en 1900

- Maximus Givaid † (15 de agosto de 1824-30 de agosto de 1831 falleció)
  - Sede administrada por vicarios o provicarios apostólicos (1831-1899)
- Kyrillos Makarios † 19 de junio de 1899-30 de mayo de 1908 renunció)
  - Maximos Sedfaoui † (1908-13 de enero de 1925 falleció) (administrador apostólico)
  - Markos Khouzam † (30 de diciembre de 1927-9 de agosto de 1947 electo patriarca) (administrador apostólico)
- Markos II Khouzam † (10 de agosto de 1947-2 de febrero de 1958 falleció)
- Stephanos I Sidarouss, C.M. † (10 de mayo de 1958-24 de mayo de 1986 retirado)
- Stéphanos II Ghattas, C.M. † (9 de junio de 1986-27 de marzo de 2006 retirado)
- Antonios Naguib (30 de marzo de 2006-15 de enero de 2013 retirado)
- Ibrahim Isaac Sidrak, desde el 15 de enero de 2013